# Крюков Олексій Олексійович
Олексій Олексійович Крю́ков (нар. 27 липня 1944, Перевізька Балка) — український художник; член Чернігівської організації Спілки радянських художників України з 1986 року. Чоловік художниці Діани Варакути, батько художників Ганни Крюкової та Олександра Крюка.

## Біографія
Народився 27 липня 1944 року в селі Перевізькій Балці (нині у складі смт Чортомлика Нікопольського району Дніпропетровської області, Україна). Упродовж 1969—1975 років навчався у Київському художньому інституті, де його викладачами були зокрема Тимофій Лящук, Микола Попов, Віталій Шостя.
Після здобуття фахової освіти працював на Чернігівському художньо-виробничому комбінаті. З 1994 року — на творчій роботі. Живе в Чернігові, в будинку на вулиці Пухова, № 132, квартира № 34.

## Творчість
Працює у галузях монументального і станкового живопису, графіки. Серед робіт:
живопис
- «Диригент» (1984);
- «Ткаля» (1985);
- «Вітер» (1989);
- «Лісова пісня» (1992);
- «Блажен даруючий» (1993);
- «Миротворець» (1994);
- «Євроазія» (1995);
- «Кесарю — кесареве, Богу — боже» (1996);
- «Тріумф епох», (1997);
- «Очищення» (2000);
- «Крок у вічність» (2001);
- «Білий натюрморт» (2002);
- «Зустріч у вічності» (2004);
- «Плащаниця» (2005);
- «Месія» (2005);
- «Козацькі чайки у поході» (2007);
- «Музика» (2008);
- «Відпочинок» (2010);

графіка
- «У мене сьогодні гість» (1996);
- «Відродження» (1998);
- «Зима» (2006);
- «Натюрморт із блакитною вазою» (2006);
- «Карпати» (2009);
- «Східний пейзаж» (2009);
- диптих «Творіння світу» (2010);
- «Пам'яті Миколи Гоголя» (2011).

Брав участь в обласних, всеукраїнських, всесоюзних та міжнародних мистецьких виставках з 1970-х років. Персональні виставки відбулися у Києві у 1993, 2009 роках, Чернігові у 1994, 2000 роках.
Деякі картини художника зберігаються у Чернігівському художньому музеї, музеях Росії, Польщі, Словаччини, Чехії, Бельгії, Франції.